# Benedikt Anderson
Benedikt Anderson (engl. Benedict Anderson; Kunming, Kina, 26. avgust 1936 – 13. decembar 2015.) bio je profesor na Univerzitetu Kornel, najpoznatiji po svojoj knjizi Imagined Communities koja je jedna od najčitanijih knjiga o nacionalizmu. Anderson je definisao naciju kao "imaginarnu političku zajednicu".

## Bibliografija
- Java in a Time of Revolution: Occupation and Resistance, 1944-1946. Ithaca, N.Y.: Cornell University Press. 1972. ISBN 978-0-8014-0687-4.
- Imagined Communities: Reflections on the Origin and Spread of Nationalism (rev. изд.). London: Verso. 1991 [1983]. ISBN 978-0-86091-329-0.
- In the Mirror: Literature and Politics in Siam in the American Era. 1985. Bangkok: Editions Duang Kamol.
- Language and Power: Exploring Political Cultures in Indonesia. Ithaca, N.Y.: Cornell University Press. 1990. ISBN 978-0-8014-2354-3.
- The Spectre of Comparisons: Nationalism, Southeast Asia, and the World. London: Verso. 1998. ISBN 978-1-85984-813-5.
- Under Three Flags: Anarchism and the Anti-colonial Imagination. London: Verso. 2005. ISBN 978-1-84467-037-6.
- Yashigara-wan no Sotohe ヤシガラ椀の外へ. Tokyo: NTT Publishing. 2009. ISBN 978-4-7571-4213-8.